# 岡薩雷斯卡坦
岡薩雷斯卡坦（西班牙語：González Catán）是阿根廷的城鎮，位於該國東部，由布宜諾斯艾利斯省負責管轄，面積52平方公里，海拔高度22米，海拔高度19米，2001年人口163,815，人口密度每平方公里3,189人。

## 外部連結

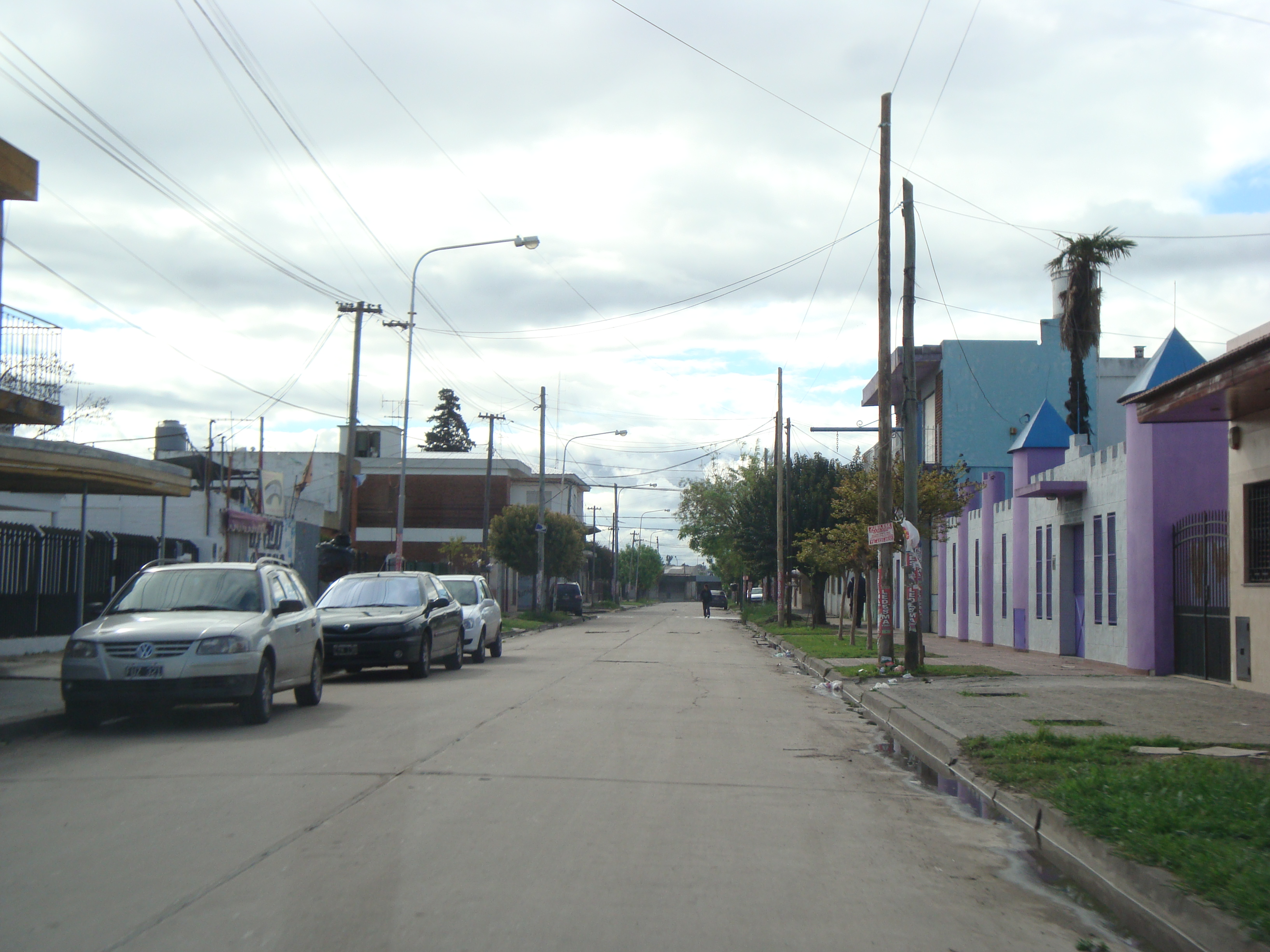
岡薩雷斯卡坦

- （西班牙文） González Catán website （页面存档备份，存于）

34°46′S 58°39′W / 34.767°S 58.650°W